# NGC 6072
NGC 6072 је планетарна маглина у сазвежђу Шкорпија која се налази на NGC листи објеката дубоког неба.
Деклинација објекта је - 36° 13' 46" а ректасцензија 16h 12m 58,2s. Привидна величина (магнитуда) објекта NGC 6072 износи 11,7 а фотографска магнитуда 14,1. NGC 6072 је још познат и под ознакама PK 342+10.1, ESO 389-PN15, AM 1609-360, CS=17.5.